# Friend 2
Pour les articles homonymes, voir Friend.
Série
Friend
(2001)
Pour plus de détails, voir Fiche technique et Distribution.
Friend 2 (hangeul : 친구2, RR : Chingu 2) est un film dramatique sud-coréen écrit et réalisé par Kwak Kyung-taek, sorti 2013.
Il s'agit de la suite de Friend (친구, 2001) du même réalisateur.

## Fiche technique
- Titre : Friend 2
- Titre original : 친구2 (Chingu 2)
- Réalisation : Kwak Kyung-taek
- Scénario : Kwak Kyung-taek
- Montage : Park Kwang-il
- Production : Kim Byoung-in
- Société de production : Trinity Entertainment
- Société de distribution : Lotte Entertainment[1]
- Pays d'origine : Corée du Sud
- Langue originale : coréen
- Format : couleur
- Genre : drame
- Durée : 124 minutes
- Date de sortie :
  -  Corée du Sud : 14 novembre 2013

## Distribution
- Yoo Oh-seong : Lee Joon-seok
- Ju Jin-mo : Lee Cheol-joo, le père de Lee Joon-seok
- Kim Woo-bin : Choi Seong-hoon
- Ji Seung-hyeon
- Jeong Ho-bin : Eun-gi
- Han Soo-ah :
- Jang Dong-gun : Dong-soo (caméo)

## Production

### Développement
Douze ans après Friend (친구, 2001) et quatre ans après la mini-série Friend, Our Legend (친구, 우리들의 전설, 2009), le réalisateur réalise la suite intitulée Friend 2 racontant des trois « bons à rien » entre 1963 et 2010, où seul l'acteur Yoo Oh-seong reprend son personnage de Jun-seok.

### Tournage
Le tournage débute le 6 mai 2013 dans la prison de Yeongdeungpo à Séoul. L'achèvement a lieu le 12 août 2013 dans le parc urbain de Yangjae à Séoul.

## Accueil

### Sortie
Friend 2 sort le 14 novembre 2013 en Corée du Sud et grimpe à la première place du box-office coréen avec 304 211 entrées en une journée.

### Box-office
| Pays ou région | Box-office        | Date d'arrêt du box-office | Nombre de semaines |
| -------------- | ----------------- | -------------------------- | ------------------ |
| Monde          | —                 | —                          | —                  |
| Corée du Sud   | 2 964 783 entrées | 15 décembre 2013           | 6                  |